# مایکل بالهاوس
مایکل بالهاوس (آلمانی: Michael Ballhaus؛ ۵ اوت ۱۹۳۵–۱۲ آوریل ۲۰۱۷) مدیر فیلم‌برداری برجستهٔ اهل آلمان که با سینماگرانی مانند فاس‌بیندر در «اشک‌های تلخ پترا فون کانت» (۱۹۷۲) و «زناشویی ماریا براون» (۱۹۷۹) و اسکورسیزی در «رفقای خوب» (۱۹۹۰)، «دوران معصومیت» (۱۹۹۳) و «دارودسته‌های نیویورکی» (۲۰۰۲) کار کرده بود.
او در ۵ اوت ۱۹۳۵ در برلین به دنیا آمد. پدر و مادرش هنرپیشه بودند. پس از گذراندن یک دوره عکاسی در ۱۸ سالگی در فیلم «لولا مونتز» با ماکس اوفولس، همکاری کرد. از اوایل دهه ۱۹۸۰ به هالیوود رفت و در بیش از ۳۰ فیلم سینمایی مدیر فیلمبرداری بود. از سال ۱۹۸۴ مارتین اسکورسیزی فیلمبرداری تمام کارهای خود را به او سپرد.
او سه بار جهت دریافت جایزه جایزه اسکار بهترین فیلم‌برداری، برای فیلم‌های اخبار تلویزیون (۱۹۸۷)، بیکرهای شگفت‌انگیز (۱۹۸۹) و دارودسته‌های نیویورکی (۲۰۰۲)، کاندید شد اما هیچگاه برندهٔ آن نشد.
بالهاوس در ۱۲ آوریل ۲۰۱۷، در برلین درگذشت. وی هنگام مرگ ۸۱ سال داشت.

## فیلمشناسی
1. پس از ساعات اداری (۱۹۸۵)
2. رنگ پول (۱۹۸۶)
3. اخبار تلویزیون (۱۹۸۷)
4. آخرین وسوسه مسیح (۱۹۸۸)
5. دختر شاغل (۱۹۸۸)
6. بیکرهای شگفت‌انگیز (۱۹۸۹)
7. کارت‌پستال‌هایی از لبه پرتگاه (۱۹۹۰)
8. رفقای خوب (۱۹۹۰)
9. دراکولای برام استوکر (۱۹۹۲)
10. عصر معصومیت (۱۹۹۳)
11. مسابقه تلویزیونی (۱۹۹۴)
12. خفتگان (۱۹۹۶)
13. ایر فورس وان (۱۹۹۷)
14. غرب وحشی وحشی (۱۹۹۹)
15. افسانه بگر ونس (۲۰۰۰)
16. دارودسته‌های نیویورکی (۲۰۰۲)
17. یکی باید کوتاه بیاید (۲۰۰۳)
18. رفتگان (۲۰۰۶)